# Гладков, Владимир Владимирович
Влади́мир Влади́мирович Гладко́в (28 апреля 1970, Новошахтинск, Ростовской области, СССР) — российский воздухоплаватель, рекордсмен России, президент клуба «Воздухоплаватели».

## Биография
Владимир Гладков — пилот-инструктор, рекордсмен России по продолжительности полета на тепловом аэростате, общий стаж в авиации — более 26 лет. Отмечен дипломом Федерации авиационного спорта России. В школьные годы занимался авиамоделизмом, летал на планерах в аэроклубе ДОСААФ. В 1992 году Гладков окончил Балашовское высшее военное авиационное училище летчиков имени Главного маршала авиации А. А. Новикова. Был военным летчиком.
В 2000-м году увлекся воздухоплаванием и стал пилотом-воздухоплавателем. Один из основателей клуба «Воздухоплаватели». Штаб-квартира клуба расположена в Москве. В 2012 году при его активном участии начал свою деятельность детский воздухоплавательный клуб «Юниор», основанный совместно со столичным Социально-реабилитационным центром «Отрадное».
В 2012 году окончил подготовку в Санкт-Петербургском государственном университете гражданской авиации в качестве преподавателя авиационного учебного центра гражданской авиации.

## Достижения
Рекордсмен России по продолжительности полета на тепловом аэростате. 23 февраля 2013 года Гладков Владимир установил абсолютный рекорд России по продолжительности полета в категориях тепловых аэростатов AX-8 — AX-15 пролетев 17 часов 49 минут.

## Семья
Женат, имеет двоих детей.